# Mirabelle de Lorraine (eau de vie)
Pour l’article homonyme, voir Mirabelle de Lorraine.
L'eau-de-vie de mirabelle est une boisson alcoolisée à base de mirabelle. Elle est obtenue en faisant fermenter des fruits puis en distillant le résultat. Cette boisson titre au moins à 45° d'alcool et bénéficie d'une appellation réglementée AOC. C'est une spécialité datant du XVIIIe siècle puisque, auparavant, un édit interdisait la distillation des fruits à noyau pour protéger les vignerons de la concurrence.
Depuis 2015, une AOC « eau-de-vie de mirabelle de Lorraine » succède à l'ancienne AOR[sigle à expliciter].
L'AOC impose les règles de distillation ainsi que l'utilisation exclusive de fruits de l'IGP Mirabelle de Lorraine (produites dans la région culturelle et historique de Lorraine) avec un titre supérieur ou égal à 45° d'alcool (titrage le plus commun) et obligatoirement inférieur à 73°. Si la distillation artisanale perdure encore, la plupart des distilleries (coopératives ou professionnelles) se situent dans le Saintois et dans les Côtes de Meuse.